# Goszczowa
Goszczowa [pronunciación en polaco: /ɡɔʂˈt͡ʂɔva/] es un pueblo en el distrito administrativo de Gmina Wielgomłyny, dentro del condado de Radomsko, voivodato de Łódź, en el centro de Polonia.  Se encuentra aproximadamente 4 kilómetros al norte de Wielgomłyny, 22 kilómetros al este de Radomsko y 85 kilómetros al sur de la capital regional, Łódź.